# Тегирій
Тегирій (дав.-гр. Τεγύριος) — легендарний король Тракії. Син Гіпоконта.

## Життєпис
В античній міфології правитель стародавньої Тракії. Згідно з легендою, Тегирій прийняв Евмольпа та його сина Ісмаруса, які були вигнані з Ефіопії. Тегирій одружив свою доньку з Ісмарусом. 
Пізніше Евмольп був вигнаний з Тракії, оскільки виявилося, що він брав участь у змові проти Тегирія, і він знайшов притулок в Елефсіні. Але після раньої смерті свого сина, він був повернутий до Тракії Тегирієм, з яким він помирився і змінив його на троні за заповітом самого Тегирія.